# Јан Прајзлер
Јан Прајзлер (Кралув Двур, код Бероуна, 17. фебруара 1872 — Праг, 27. априла 1918) био је чешки сликар и универзитетски професор.

## Биографија
Родио се у породици радника на жељезари у Кралувом Двуру и основну школу је завршио у Карловој Хути код Поповица и већ ту је привлачио пажњу својим цртежима. Уз помоћ директора школе и железар године 1887. уписао је студије на Високој уметничко индустријској школи у Прагу коју је водио Франтишек Женишек и на којој је касније сам подучавао. У време студија повезао се са уметничком групом „Манес“.
Путовао је по Италији и на повратку кроз Беч сусрео се саОгистом Роденом. Године 1906, на изложби Едвард Мунка у Паризу, упознао се са Полом Гогеном и његовим делом.

## Породица и завршетак живота
Године 1914. оженио се са Боженом Паласовом са којом је стекао двоје деце. Умро је у Прагу1918, а сахрањен је у породичној гробници у Краловом Двору.

## Дело
На прелому века се од уметности очекивало откривање тамних дубина унутрашњости и у његовом делу оживљавају тежње из прича, меланхолична расположења, еротичне жалости и судбинске трауме. Инспирисан је стиховима чешких писаца из тога времена. Преислерово сликарско дело је монотематско и састоји се из мотива о покушењима и завођењима.
Прво је стварао у духу неоромантизма а касније се приклонио алегоријском схватању симболизма и одбијао је академско понављање форми историјских стилова. Кратко је покушавао и са сецесијском стилизацијом. Његова површинска декорација и стилизација су се хармонијски примењивали у украсима сецесијске архитектуре.
1902. године примењује чисте тонове боје у комплемантарним контрастима и поједностављује композицију и одвраћа се од литерарних значаја и осећа потребу за деловањем чистим сликарским средствима. 1908. године се дружио са члановима гропе „Осме“ и нарочито са Бохумилом Кубиштом.
Од 1909. године је престао да излаже и дела из последњег доба требало је да буду поезија која се изражава сликарским средствима са уравнотеженом композицијом, поједностављеном формом и интензитетом боје.